# Whoa Oh Records
Whoa Oh Records is een klein onafhankelijk platenlabel uit de Verenigde Staten. Het label is in 1998 opgericht in New York.

## Biografie
Whoa Oh Records werd opgericht in 1998, oorspronkelijk om het debuutalbum van The Triple Bypass uit te geven, omdat er geen andere labels waren die het wilden doen. Het label is gevestigd in Astoria, een wijk in New York, en staat bekend om het uitgeven van punk- en poppunkmuziek. Het label is samen met Lookout! Records een van de weinige poppunklabels aan de westkust van de Verenigde Staten, waar hardcore punk meer vertegenwoordigd is. De meest noemenswaardige artiesten en bands die bij het label spelen zijn The Ergs!, The Unlovables, Dirt Bike Annie, en Zatopeks.

## Bands en artiesten
Enkele bands en artiesten die bij Whoa Oh spelen:
- The Ergs![2]
- Kung Fu Monkeys
- Zatopeks[3]
- The 20 Belows[4]
- Dirt Bike Annie
- The Unlovables
- Darlington